# Drakengard
Drakengard (in Japan Drag-on Dragoon, OT: jap. ドラッグ オン ドラグーン, Doraggu on doragūn) ist ein Computer-Rollenspiel, das vom japanischen Unternehmen cavia für PlayStation 2 entwickelt wurde. Das Spiel wurde am 11. September 2003 in Japan von Square Enix und am 21. Mai 2004 in Europa von Take 2 Interactive veröffentlicht.
Die Musik wurde von Nobuyoshi Sano komponiert.
Die Fortsetzung Drakengard 2 ist am 16. Juni 2005 in Japan unter dem Namen Drag-on Dragoon 2 erschienen und  wurde am 2. März 2006 von Ubisoft in Europa veröffentlicht. 2010 erschien NieR, ein Spin-off, das direkt an Ending E des ersten Drakengard anknüpft. 2013 erschien Drakengard 3, ein freies Prequel, das ungefähr 100 Jahre vor den Ereignissen von Drakengard spielt. Im März 2017 erschien NieR: Automata, dessen Handlung mehrere tausend Jahre nach dem 2010 erschienenen NieR stattfindet und zeitgleich eine Fortsetzung des Theaterstückes "YorHa" von Serienerfinder Yoko Taro darstellt.

## Geschichte
Die mittelalterlich wirkende Welt Drakengards wird durch die Siegel im Gleichgewicht gehalten, doch das übermächtige Imperium will durch das Lösen der Siegel und den Tod der Göttin die komplette Veränderung der Welt einleiten und greift deshalb die Union, einen Zusammenschluss vieler, kleiner Staaten an.
Als das Schloss der Göttin (das Hauptquartier der schwindenden Unions-Kräfte) dem Imperium in die Hände fällt, flieht Caim mit seiner Schwester, der Göttin. Im Verlauf der Geschichte schließen sich Caim Verbündete an, seine Schwester wird vom Imperium gefangen genommen und sein bester Freund Inuart läuft zum Feind über.
Im Verlauf des Spieles werden alle Siegel zerstört und schließlich die Göttin getötet.
Das Spiel erzählt fünf verschiedene Fassungen, wie diese Geschichte enden könnte und wie kleine Veränderungen sich auf die gesamte Geschichte auswirken. Drakengard hat kein Happy End.

## Drakengard 2
(OT: jap. ドラッグ オン ドラグーン2 封印の紅、背徳の黒, Doraggu on doragūn 2: Fūin no kurenai, Haitoku no kuro) Im ersten Ende von Drakengard wird die Drachin Angelus zum Siegel der Götter und die Welt ist wieder im Gleichgewicht. Achtzehn Jahre später findet der Siegelritter Nowe heraus, dass die Siegelritter Menschen opfern um das Siegel aufrechtzuerhalten. Gleichzeitig zerstört Caim, Paktpartner von Angelus, die Distrikte um Angelus vom Siegel zu befreien. An der Seite von Manah, Antagonist des ersten Teiles, Legna, der schwarze Drache des ersten Teiles, und Eris, seiner Vorgesetzten, erfährt der Waise Nowe immer mehr über seine Welt und seine eigene Vergangenheit.
Unter anderem stellt sich durch den Besuch beim Mausoleum der Drachen heraus, sofern man die rätselhafte Sprache der Stimme zu entschlüsseln weiß, dass Nowe der Sohn von Inuart und Furiae ist. Dadurch, dass er der Sohn der ehemaligen Göttin und eines mit einem Drachen paktierenden Mannes ist, ist Nowe mit übermenschlichen Kräften versehen.
Schließlich gelingt es ihm, die mittlerweile befreite Angelus zu besiegen, aber ohne das Siegel fällt die Welt ins Chaos und droht von den Göttern vernichtet zu werden.
Drakengard 2 präsentiert drei Enden. Beim ersten Spieldurchgang bekämpft Nowe Legna, welcher als Heiliger Drache mittels Nowe die Götter vernichten will. Eris opfert sich schließlich und wird selbst zum Siegel. Im zweiten Spieldurchgang kämpft Nowe gegen das Spielzeug der Götter, welches durch Manah aktiviert wurde. Letztlich treten die Menschen an der Seite der Heiligen Drachen gegen die Götter an. Beim dritten und allen weiteren Spieldurchgängen muss Nowe sowohl das Spielzeug der Götter als auch Legna besiegen. Die Welt ist vom Joch der Götter und der Drachen befreit, die Menschheit kann ihren eigenen Weg finden.
Das Spiel folgt linear einer Geschichte, die in Kapitel und Verse aufgeteilt sind. Die Verse unterteilen sich in Luftkämpfe mit Legna sowie in Bodenkämpfe mit Nowe. Neben dem Geschichtsmodus gibt es freie Missionen, die weitere Hintergründe zur Geschichte sowie Waffen und Geld geben.

## Charaktere
- Caim

Caim ist der 24-jährige Protagonist von Drakengard. Er entstammt einer Königsfamilie. Seit seine Eltern von einem schwarzen Drachen des Imperiums getötet wurden, kämpft er an der Seite der Union gegen den verhassten Gegner.
Sein Pakt-Partner ist der Rote Drache. Für den Pakt musste Caim seine Stimme hergeben, das Zeichen seines Paktes trägt er auf der Zunge.
Caim ist im Spiel steuerbar.
- Roter Drache (Angelus)

Das rote Drachenweibchen ist knapp zehntausend Jahre alt.
Nachdem sie in die Fänge des Imperiums gerät, hat sie nur die Wahl zwischen dem sicheren Tod oder einem Pakt mit Caim. Obwohl sie die Menschen verachtet, entscheidet sie sich zu einem Pakt mit Caim und begleitet ihn im weiteren Kampf.
Der rote Drache ist im Spiel steuerbar.
- Furiae

Furiae ist Caims jüngere Schwester. Bevor ihr die Rolle als Göttin auferlegt wurde, war sie mit Inuart verlobt. Die Bürde der Göttin lastet schwer auf ihr, und das Imperium ist unablässig auf der Jagd nach ihr, um durch ihren Tod die Veränderung der Welt auszulösen.
- Inuart

Der ausgezeichnete Sänger Inuart ist einer von Caims Freunden und war mit dessen Schwester Furiae verlobt, bevor sie zur Göttin wurde.
Sein Pakt-Partner ist der Schwarze Drache. Für den Pakt musste Inuart seinen wundervollen Gesang hergeben, das Zeichen seinen Paktes trägt er im Nacken.
- Verdelet

Es ist Verdelets Aufgabe über die Siegel und die Göttin zu wachen. Er ist eine hochgestellte Persönlichkeit in der Union
Sein Pakt-Partner ist der Versteinerte Drache. Für den Pakt musste er seine Haare hergeben, das Zeichen seines Paktes befindet sich auf seinem Schädel.
- Leonard

Eine böse Fee drängt Leonard in einen Pakt mit ihr während er infolge des Todes seiner Brüder unter Schock steht.
Sein Pakt-Partner ist eine Fee. Für den Pakt musste er sein Augenlicht hergeben, das Zeichen seines Paktes befindet sich auf seinen Augen.
Leonard ist im Spiel steuerbar.
- Arioch

Die Elfe wurde wahnsinnig, als sie die Ermordung ihrer Kinder durch das Imperium mit ansehen musste.
Ihre Pakt-Partner sind Undine und Salamander. Für den Pakt musste sie ihre Gebärmutter hergeben, das Zeichen ihres Paktes befindet sich auf ihrem Unterleib.
Arioch ist im Spiel steuerbar.
- Seere

Seere ist sechs Jahre alt, er hat eine Zwillingsschwester. Er litt immer unter der bevorzugten Behandlung, die ihm seine Mutter angedeihen ließ, während sie seine Zwillingsschwester stark vernachlässigte.
Sein Pakt-Partner ist Golem. Für den Pakt musste er seine Zeit hergeben, wodurch er nicht mehr altert, das Zeichen seines Paktes befindet sich auf seinem gesamten Körper.
Seere ist im Spiel steuerbar.

## Spielablauf

### Geschichtsmodus und Freie Expeditionen
Der Geschichtsmodus ist in Kapitel und Verse eingeteilt. Sobald sie einmal gespielt wurden, kann man sie zu jeder Zeit erneut spielen oder anschauen. Einige der Verse können nur unter bestimmten Bedingungen gespielt werden und leiten die Geschichte Drakengards auf eine Bahn weg vom Standard-Ende. Insgesamt gibt es dreizehn Kapitel, auf die sich die fünf Enden verteilen, sowie je ein Zusatz-Kapitel für jeden der drei Gefährten (Leonard, Arioch, Seere)
Im Verlauf des Geschichtsmodus werden die Freien Expeditionen freigeschaltet.
Freie Missionen sind Gefechte, deren Geschichte nicht direkt zur Hauptgeschichte beitragen. Sie dienen zum Trainieren der Waffen und eigenen Kampfkünste, als Belohnung für eine erfolgreich abgeschlossene Mission erhält man erstmals eine neue Waffe.

### Boden- und Luftkampf
Im Luftkampf lenkt man den roten Drachen durch Drakengards Lüfte und holt verschiedene Gegner vom Himmel.
Im Bodenkampf bekämpft man als Caim (oder einer der drei Gefährten) die Gegner mit einer von 64 im Spiel auffindbaren Waffen und deren Magie.
Im Boden-/Luftkampf kann man der Situation entsprechend die Gegner entweder mit Drachenfeuer von oben versengen oder mit Caim kämpfen.
Das Spiel steht in den Schwierigkeitsgraden Leicht und Normal zur Verfügung, es ist möglich, den Schwierigkeitsgrad während des Spiels beliebig umzustellen.
Im Modus Leicht können einige Waffen nicht gefunden werden, außerdem tauchen bestimmte Hilfsobjekte nicht auf.
Im Modus Normal sind die Abwehr und der Angriff der Gegner erhöht.

## Wissenswertes
- Die Weltkarte in Drakengard ist eine Karte von Westeuropa (auf dem Kopf und spiegelverkehrt).

- In der japanischen Version des Spieles werden Caim und seine Pakt-Partnerin vom selben Schauspieler, der bekannten Drag Queen Peter, gesprochen. Für Caim ist Shinnosuke Ikehata, der echte Name des Schauspielers, angegeben, während man für den roten Drachen Peter (Pseudonym für die weiblichen Rollen des Schauspielers) verwendet wurde. Der rote Drache ist auch in der japanischen Version weiblich.

- Der fünfte Erzählstrang von Drakengard endet im Tokyo aus dem Jahr 2003. Caim und der Rote Drache jagen während ihres Kampfes mit dem finalen Gegner (eine riesige verzerrte weibliche Skulptur "The Grotesqueries Goddess") diesen durch ein Dimensionsportal und kämpfen in der Nähe des Tokyo Towers gegen diesen in einem vom Rest des Spiels in der Art sich stark unterscheidenden Kampf (der Spieler muss auf vom Gegner ausgestoßene Sonarwellen durch das zeitnahe Betätigen der richtigen Tasten reagieren, bis ein Zeitfenster geschlossen und der Kampf automatisch zugunsten des Spielers beendet wird). Nach dem Sieg über den finalen Gegner werden Caim und der Drache von der japanischen Armee abgeschossen, der getötete Drache landet auf dem Tokyo Tower. Der Körper des Gegners löst sich währenddessen auf und verstreut Sporen in die Erdatmosphäre, die im Laufe der nächsten Jahre eine Pestepidemie, das "White Chlorination Syndrome" auslösen werden. Der darauffolgende historische Ablauf in der Welt leitet über zu den Geschehnissen im Spiel Nier über.[2]